# William Ogilby
William Ogilby (* 1808 oder 1804; † 1. September 1873 in Altinaghree Castle, County Tyrone, Nordirland) war ein irischer Barrister und Naturforscher.

## Leben
Nach seinem Diplomabschluss am Trinity College in Dublin praktizierte Ogilby von 1832 bis 1846 als Barrister in London. 1839 wurde er Honorarsekretär der Zoological Society of London. 1846 legte er dieses Amt nieder und wurde Landverwalter in der Grafschaft County Tyrone in Nordirland. Während der Großen Hungersnot in Irland ließ er das Schloss Altinaghree Castle errichten, das in den 1860er Jahren fertiggestellt wurde.
In seiner Zeitschrift Magazine of Natural History beschrieb er zahlreiche Säugetiertaxa, die ihm aus Europa sowie aus den afrikanischen, asiatischen und australischen Kolonien zugesandt wurden. Auf einer Reise durch Deutschland sammelte Ogilby viele Tierarten, die von seinem Freund Leonard Jenyns (1800–1893) in den Annals of Natural History beschrieben wurden.
1851 heiratete Ogilby Adelaide Charlotte Douglas. Das Paar hatte sieben Kinder. Davon wurde sein Sohn James Douglas Ogilby (1853–1925) später ein bekannter Ichthyologe in Australien.

## Dedikationsnamen
1838 benannte George Robert Waterhouse den Ogilby-Ducker (Cephalophus ogilbyi) und 1841 das Westliche Bürstenschwanz-Rattenkänguru (Bettongia penicillata ogilbyi) zu Ehren von William Ogilby. Die Unterart Paguma larvata ogilbyi des Larvenrollers wurde 1846 von Louis Fraser (1819–1884) beschrieben.